# Arctométatarse
Un arctométatarse - selon la définition due à Holtz en 1995 - est un tarse (os de la cheville) dans lequel :
- la partie proximale du troisième métatarsien est fortement coincée entre les métatarsiens II et IV
- la partie distale de ce troisième métatarsien a une section triangulaire car fortement serrée dans sa portion plantaire postérieure
- les métatarsiens II et IV ont leur face regardant le troisième métatarsien concave
- les métatarsiens II et IV gardent un contact étroit avec le troisième métatarsien sur toute sa longueur.

Ce trait, qui permet de bien répartir le poids du corps sur l'ensemble des métatarsiens,, semble très homoplastique, commun chez certains types de dinosaures habitués à se déplacer rapidement et peut-être courir (parmi lesquels les Tyrannosauridés). 